# Тантан, Садеттин
Садеттин Тантан (род. 1 января 1941, Сапанджа) — турецкий политик.

## Биография
Садеттин Тантан родился 1 января 1941 года в Сапандже. Окончил академию экономических и коммерческих наук в Эскишехире. Затем получил степень магистра в институте управления бизнесом в Бурсе.
Работал заместителем комиссара в Главном управлении безопасности. Занимал пост главы полицейских отделений в Гиресуне и Текирдаге. С 1980 по 1990 годы являлся президентом стамбульского клуба борьбы. С декабря 1991 по декабрь 1993 года занимал должность президента федерации борьбы Турции.
В 1994 году Тантан вступил в партию отечества, в том же году баллотировался от партии в мэры стамбульского района Фатих. Занимал пост мэра до 1999 года, не баллотировался на второй срок, поскольку стал кандидатом в члены парламента. После избрания в парламент получил пост министра внутренних дел в коалиционном правительстве Бюлента Эджевита. Пребывание Садеттина Тантана на посту министра внутренних дел отметилось проведением многочисленных операций по борьбе с коррупцией. После роспуска кабинета 6 июня 2001 года Тантану был предложен пост министра в следующем правительстве, но он отказался и вышел из партии отечества.
В январе 2002 года Садеттин Тантан стал одним из основателей партии Родина, на внеочередном партийном конгрессе, прошедшем в августе 2002 года, он был избран её председателем. На выборах, прошедших в ноябре 2002 года, партия получила 0,93 % голосов и не смогла пройти в парламент. В 2011 году партия не была допущена к выборам из-за проблем с оформлением документов. На выборах, прошедших в июне 2015 года, партия получила 0,02 % голосов и снова не смогла пройти в парламент.

### Личная жизнь
Женат, шестеро детей.